# Urban Symphony
Urban Symphony is een Estische muziekgroep. Ze vertegenwoordigden hun land op het Eurovisiesongfestival 2009 in Moskou, Rusland met het nummer Rändajad.

## Geschiedenis
Urban Symphony werd in 2007 opgericht naar aanleiding van Sandra Nurmsalu's deelname aan Kaks Takti Ette.
Urban Symphony won Eurolaul 2009 met het nummer Rändajad waarmee de groep werd gekozen om Estland te vertegenwoordigen op het Eurovisiesongfestival 2009. Het nummer is geschreven en gecomponeerd door Sven Lõhmus. Tijdens de tweede halve finale op 14 mei 2009 bracht Urban Symphony het nummer ten gehore. Ze behaalden de derde plaats en ze gingen door naar de finale op 16 mei 2009. Het was de eerste keer sinds de invoering van de halve finale bij het Eurovisiesongfestival in 2004 dat Estland doorging naar de finale. In de finale eindigden ze op de zesde plaats met 129 punten de hoogste notering van een niet-Engelstalig lied.

## Leden
- Sandra Nurmsalu (zangeres, violiste)
- Johanna Mängel (celliste)
- Mari Möldre (celliste)
- Mann Helstein (altviool)

Bij het Eurovisiesongfestival 2009 waren Marilin Kongo en Mirjam Mesak de achtergrondzangeressen. Mirjam Mesak was ook achtergrondzangeres van Gerli Padar op het Eurovisiesongfestival 2007 met het nummer Partners In Crime.